# فوکس‌فایر (فیلم ۱۹۹۶)
«فوکس‌فایر» (انگلیسی: Foxfire) فیلمی در ژانر درام به کارگردانی آنت هایوود-کارتر است که در سال ۱۹۹۶ منتشر شد.

## خلاصه داستان
پنج نوجوان بعد از ضرب و شتم یک معلم که آن‌ها را مورد آزار جنسی قرار داده بود، یک رابطهٔ دوستانهٔ شدید تشکیل می‌دهند. دوستی آن‌ها قوی‌تر می‌شود اما کارهای آن‌ها کم‌کم از کنترل خارج می‌شود.

## بازیگران
- آنجلینا جولی
- جنی لویس
- جنی شیمیزو
- دش میهوک
- کتی موریارتی
- ریچارد بیمر
- جان دیهل
- کریس مالکی
- الدن هنسون
- را کارادین
- ژول دیوید مور